# Ірфаан Алі
Мохамед Ірфаан Алі (англ. Mohamed Irfaan Ali; нар. 25 квітня 1980 Леонора)  — політичний діяч Гаяни. Член Національної Асамблеї і колишній міністр житлового будівництва. Обрано президентом країни від Народної прогресивної партії за підсумками загальних виборів 2 березня 2020. Обійняв посаду 2 серпня 2020.

## Біографія
Народився у мусульманській індогаянській родині у Леонорі, селі на західному узбережжі Гаяни, регіон Острови Есекібо-Західна Демерара. Його батьки працювали викладачами, має брата. Більшу частину своїх юних років провів на острові Легуан, де навчався у початковій школі. Отримав середню освіту у коледжі Сент-Станіслаус у Джорджтауні. Має докторський ступінь з міського та регіонального планування Університету Вест-Індії.
В 2006 році обрано членом Національної Асамблеї Гаяни. Згодом був призначений на посаду міністра житлового та водного господарства і міністра індустрії туризму і торгівлі. 19 січня 2019 року Ірфаан Алі був обраний кандидатом у президенти від Народної прогресивної партії, загальні і регіональні вибори відбулися 2 березня 2020.
Ірфаану Алі були пред'явлені звинувачення у 19 пунктах звинувачення в змові і шахрайстві Спеціальним підрозділом по боротьбі з організованою злочинністю Гаяни (SOCU). Адвокати Алі заявляли про незаконність цих звинувачень і стверджували, що вони носили політичний характер і були «сфабриковані». Відразу ж після обрання Ірфаана Алі кандидатом у президенти, опоненти звинуватили його в шахрайстві: нібито, близько двох десятиліть тому Алі невірно надав одну зі своїх кваліфікацій. У кампанії за президентство він надав програму, в основному на економічній платформі, посилаючись на зниження темпів економічного розвитку і зростання безробіття. Ірфаан Алі зобов'язався створити 50000 нових робочих місць протягом п'яти років.